# حوسبة الغشاء
حوسبة الغشاء عبارة عن مجال في علم الحاسوب يسعى لاكتشاف نماذج حوسبة جديدة عن طريق دراسة الخلايا وخاصةً الأغشية الخلوية. وتؤدي حوسبة الغشاء مهمة فرعية في تكوين النموذج الخلوي.
تتعامل حوسبة الغشاء أو MC مع نماذج حوسبة مُوزّعة ومتماثلة ومعالجة لمجموعات متعددة من أجسامٍ رمزيةٍ في شكلٍ مُترجَم. وبهذا تتيح قواعد التطور تغليف الأجسام المتطورة في غرفٍ صغيرةٍ محددة بالأغشية. وتلعب وسائل الاتصال بين الأغشية والبيئة دورًا أساسيًا في سير العمليات. وتُعرف الأنواع المختلفة لأنظمة الغشاء باسم نُظُم بي نسبة إلى جورج بون الذي وضع أول تصور للنموذج في عام 1998.
من أهم مقومات نُظُم بي بنية الغشاء التي تتميز بأغشية ذات ترتيب هرمي كما في الخلية، أو على هيئة شبكة من الأغشية (موجودة في عُقَد الرسم البياني) كما في النسيج أو الشبكة العصبية. وغالبًا ما توصف نُظُم بي برسوماتٍ بيانية.
المفهوم البديهي للغشاء هو حويصلة بيولوجية ثلاثية الأبعاد. لكن المفهوم في حد ذاته أكثر عمومية، ويعتبر الغشاء فاصلاً بين منطقتين. ويوفر الغشاء اتصالاً اختياريًا بين المنطقتين. ووفقًا لما ذكره جورج بون، فإن الانفصال هو انفصال فضاء إقليدي إلى جزءٍ «داخلي» محدود وجزءٍ «خارجي» غير محدود. ويأتي دور الحوسبة عند الاتصال الاختياري.
يمكن أن تحتوي الرسومات البيانية على العديد من العناصر تبعًا لاختلاف النماذج محل الدراسة. فعلى سبيل المثال، قد ينتج الرمز الخاص δ عن قاعدة ما والذي يعني أن الغشاء المحتوي على هذه العلامة قد تحلل وانتقلت جميع محتوياته إلى أعلى في المنطقة بشكل هرمي.
ولا يمكن من الناحية العملية حصر تنوع الاقتراحات البيولوجية ونطاق احتمالات تحديد بنية ووظيفة جهاز معالجة مجموعة متعددة من الأغشية. وفي الحقيقة، فإن مجال حوسبة الغشاء يحتوي على أعدادٍ هائلة من النماذج. ومن ثم؛ فإن حوسبة الغشاء ليست مجرد نظرية تتعلق بنموذج معين فقط، بل هي إطار عمل لابتكار نماذج مُجزّأة.
يُشار إلى المواد الكيميائية في النموذج باستخدام الرموز أو سلسلة من الرموز. وقد تحتوي المنطقة، المحددة بالغشاء، على رموزٍ أو سلاسل أخرى (والتي يشار إليها إجمالاً بالأجسام) أو أغشية أخرى بحيث يحتوي نظام بي بدقة على غشاء خارجي ويعرف هذا الغشاء بغشاء الجلد وعلاقة هرمية تحكم جميع الأغشية تحت غشاء الجلد.
إذا كانت الأجسام تمثل رموزًا، فتعددها في المنطقة يكون ذا أهمية وبالرغم من ذلك، تُستخدم المجموعات المتعددة أيضًا في بعض نماذج السلاسل. تحتوي المناطق على قواعد تحدد كيفية إنتاج الأجسام واستخدامها وانتقالها إلى مناطق أخرى وبالتالي تفاعلها مع بعضها البعض. يُعرف التطبيق الحتمي المماثل للقواعد لأقصى حد في النظام بالانتقال بين حالات النظام، وتُعرف السلسلة المتتابعة من الانتقالات بالحوسبة. يمكن تحديد أهداف معينة بالإشارة إلى حالة توقف؛ حيث تكون نتيجة الحوسبة الأجسام الموجودة في منطقةٍ معينة. وبدلاً من ذلك، يمكن حساب النتيجة من خلال معرفة الأجسام التي تركت غشاء الجلد إلى البيئة.
أُجريت دراساتٌ على العديد من النماذج وكان محور الاهتمام هو التركيز على تقديم حوسبة شاملة في النظم ذات الأغشية القليلة، وذلك بهدف حلّ مشاكل NP المعقدة مثل مشاكل قابلية الإرضاء (SAT) ومشكلة التاجر الرحّالة (TSP). يمكن أن تقلل نُظُم بي من تعقيدات المساحة والوقت وبذلك تقلل من استخدام النماذج لشرح العمليات الطبيعية داخل الخلايا الحية. وتبتكر الدراسات نماذج يمكن على الأقل تنفيذها نظريًا على الأجهزة. وحتى الآن، تعتبر نُظُم بي كلها تقريبًا نماذج نظريةً لم تخضع للتجربة العملية قط، بالرغم من أن هناك نظامًا عمليًا تم تقديمه للعمل به.